# Dassault Falcon 2000
Dassault Falcon 2000 je francuski dvomotorni poslovni mlažnjak. Razvijen je u suradnji s talijanskom tvrtkom Alenia.

## Tehničke karakteristike (Falcon 2000DX)
Izvori podataka: 
Osnovne karakteristike
- posada: 2
- kapacitet: do 12 putnika
- dužina: 20,23 m
- raspon krila: 19,33 m
- površina krila: 49,02 m2
- visina: 6,98 m
- korisni teret: 1.390 kg

Letne karakteristike
- najveća brzina: 648 km/h
- ekonomska brzina: 0,83 M
- dolet: 6.020 km
- najveća visina leta: 14.330 m
- specifično opterećenje krila: 323,8 kg/m2
- motor: 2× Ge/Garrett CFE738 turbofen motora